# Hessenpokal (Fußball) 2016/17
Der Hessenpokal 2016/17 war die 72. Austragung des Fußballpokalwettbewerbs der Männer. Das Endspiel im Hessenpokal fand wie die meisten anderen Landespokalendspiele am 25. Mai 2017 statt, um eine Liveübertragung aller Endspiele als Konferenzschaltung in der ARD zu ermöglichen. Als Finalort für die Begegnung zwischen dem SV Rot-Weiß Hadamar und dem SV Wehen Wiesbaden wurde erstmals die Wiesbadener Brita-Arena ausgewählt. Der SV Wehen Wiesbaden siegte 5:4 nach Elfmeterschießen, nachdem es nach 90 und 120 Minuten 1:1 gestanden hatte.
Der Pokalsieger erhält das Startrecht zum DFB-Pokal 2017/18. Ist der Pokalsieger bereits über einen der ersten vier Plätze der 3. Liga für den DFB-Pokal qualifiziert, ist der Verlierer des Finals für den DFB-Pokal qualifiziert.
Es dürfen keine zwei Mannschaften eines Vereins oder einer Kapitalgesellschaft an den Spielen um den DFB-Vereinspokal teilnehmen.

## Teilnehmende Mannschaften
Für das Achtelfinale sind der FSV Frankfurt (Absteiger in die 3. Liga), SV Wehen Wiesbaden (3. Liga), Kickers Offenbach (Regionalliga Südwest), KSV Hessen Kassel (Regionalliga Südwest), TSV Steinbach (Regionalliga Südwest), Teutonia Watzenborn-Steinberg (1. Platz Hessenliga 15/16), Rot-Weiss Frankfurt (2. Platz Hessenliga 15/16) sowie als Sieger der Fairplay-Wertung der Verbandsspielklassen der TuS Dietkirchen (Verbandsliga Mitte) und der FC Germania Rothenbergen (Absteiger in die Kreisoberliga) qualifiziert. Aufgrund des Abstieges des FSV Frankfurt muss ein Entscheidungsspiel ausgetragen werden. Es wurde entschieden, dass der schlechteste Regionalligist (TSV Steinbach) und der Vize-Meister der Hessenliga (Rot-Weiss Frankfurt) dieses Spiel bestreiten.
Für die erste Runde sind folgende 32 Mannschaften sportlich qualifiziert:
| Kreis                | Sieger                | Liga 1                     |
| -------------------- | --------------------- | -------------------------- |
| Alsfeld              | SpVgg. Leusel         | KOL                        |
| Biedenkopf           | FV 09 Breidenbach     | Verbandsliga Mitte         |
| Dillenburg           | TSV Bicken            | Verbandsliga Mitte         |
| Frankenberg          | FC Ederbergland       | Verbandsliga Mitte         |
| Fulda                | TSV Lehnerz           | Hessenliga                 |
| Gießen               | SG Kinzenbach 2       | Gruppenliga Gießen/Marburg |
| Hersfeld-Rotenburg   | SVA Bad Hersfeld      | Gruppenliga                |
| Hofgeismar-Wolfhagen | SSV Sand              | Verbandsliga Nord          |
| Kassel               | FSC Lohfelden         | Hessenliga                 |
| Lauterbach-Hünfeld   | SV Steinbach          | Hessenliga                 |
| Limburg-Weilburg     | SV Rot-Weiß Hadamar 3 | Hessenliga                 |
| Marburg              | FSV Schröck           | Gruppenliga Gießen/Marburg |
| Schwalm-Eder         | 1. FC Schwalmstadt    | Verbandsliga Mitte         |
| Waldeck              | SC Willingen          | Verbandsliga Nord          |
| Werra-Meißner        | SV Adler Weidenhausen | Verbandsliga Nord          |
| Wetzlar              | SC Waldgirmes         | Verbandsliga Mitte         |

| Kreis           | Sieger                      | Liga 1            |
| --------------- | --------------------------- | ----------------- |
| Bergstraße      | VFR Fehlheim                | Verbandsliga      |
| Büdingen        | SC Viktoria Nidda           | Gruppenliga       |
| Darmstadt       | SC Viktoria Griesheim       | Hessenliga        |
| Dieburg         | Viktoria Urberach           | Hessenliga        |
| Frankfurt       | Spvgg. 05 Oberrad           | Hessenliga        |
| Friedberg       | Türk Gücü Friedberg         | Verbandsliga      |
| Gelnhausen      | FC Bayern Alzenau           | Hessenliga        |
| Groß-Gerau      | SV 07 Geinsheim             | Verbandsliga      |
| Hanau           | Germania Großkrotzenburg    | Verbandsliga      |
| Hochtaunus      | Usinger TSG                 | Verbandsliga      |
| Main-Taunus     | DJK Schwarz-Weiss Flörsheim | Verbandsliga      |
| Odenwald        | TSV Seckmauern              | KOL               |
| Offenbach       | Sportfreunde Seligenstadt   | Hessenliga        |
| Rheingau-Taunus | Spvgg. 1922 Eltville        | Gruppenliga       |
| Schlüchtern     | SG Bad Soden                | Verbandsliga Nord |
| Wiesbaden       | SV Wiesbaden                | Gruppenliga       |

## Termine
Die Spielrunden werden an folgenden Terminen ausgetragen:
- 1. Runde: 17.–27. Juli 2016
- 2. Runde: 9.–24. August 2016
- Achtelfinale: 3. September – 8. Oktober 2016
- Viertelfinale: 9.–23. November 2016
- Halbfinale: 4.–29. März 2017
- Finale: 25. Mai 2017

## 1. Runde
| Datum                 |                          | Ergebnis                         |                             |
| --------------------- | ------------------------ | -------------------------------- | --------------------------- |
| 17.07.2016, 14:00 Uhr | TSV Seckmauern           | 1:9 (0:3)                        | FC Bayern Alzenau           |
| 20.07.2016, 19:30 Uhr | Spvgg. 1922 Eltville     | 2:3 n. V. (2:2, 1:1)             | DJK Schwarz-Weiss Flörsheim |
| 23.07.2016, 15:30 Uhr | FSV Schröck              | 1:1 n. V. (1:1, 1:1) (5:6 i. E.) | FV 09 Breidenbach           |
| 26.07.2016, 18:30 Uhr | SG Bad Soden             | 2:2 n. V. (1:1, 0:1) (5:6 i. E.) | Türk Gücü Friedberg         |
| 26.07.2016, 18:30 Uhr | 1. FC Schwalmstadt       | 1:2 (0:0)                        | TSV Lehnerz                 |
| 26.07.2016, 19:00 Uhr | TSV Bicken               | 1:4 (1:1)                        | SV Rot-Weiß Hadamar         |
| 26.07.2016, 19:00 Uhr | SV 07 Geinsheim          | 2:0 (1:0)                        | Viktoria Urberach           |
| 26.07.2016, 19:00 Uhr | Germania Großkrotzenburg | 1:5 (1:1)                        | Sportfreunde Seligenstadt   |
| 26.07.2016, 19:15 Uhr | VFR Fehlheim             | 1:3 (0:1)                        | SC Viktoria Griesheim       |
| 26.07.2016, 19:30 Uhr | SC Willingen             | 2:4 (0:2)                        | FC Ederbergland             |
| 26.07.2016, 19:30 Uhr | SV Wiesbaden             | 43:0 4                           | Spvgg. 05 Oberrad           |
| 27.07.2016, 19:00 Uhr | SV Adler Weidenhausen    | 0:3 (0:1)                        | FSC Lohfelden               |
| 27.07.2016, 19:30 Uhr | SVA Bad Hersfeld         | 3:7 (3:5)                        | SSV Sand                    |
| 27.07.2016, 19:30 Uhr | SpVgg. Leusel            | 2:5 (2:0)                        | SV Steinbach                |
| 27.07.2016, 19:30 Uhr | SC Viktoria Nidda        | 5:4 n. V. (4:4, 1:2)             | Usinger TSG                 |
| 27.07.2016, 20:00 Uhr | SG Kinzenbach            | 2:4 (2:0)                        | SC Waldgirmes               |

## 2. Runde
| Datum                 |                             | Ergebnis             |                           |
| --------------------- | --------------------------- | -------------------- | ------------------------- |
| 09.08.2016, 19:00 Uhr | SSV Sand                    | 1:3 (0:1)            | TSV Lehnerz               |
| 09.08.2016, 19:00 Uhr | FSC Lohfelden               | 4:0 (1:0)            | SV Steinbach              |
| 09.08.2016, 19:30 Uhr | SC Waldgirmes               | 3:1 n. V. (1:1, 0:0) | FV 09 Breidenbach         |
| 09.08.2016, 19:30 Uhr | SC Viktoria Nidda           | 0:5 (0:1)            | Sportfreunde Seligenstadt |
| 09.08.2016, 20:15 Uhr | Türk Gücü Friedberg         | 1:3 (0:2)            | FC Bayern Alzenau         |
| 10.08.2016, 19:30 Uhr | FC Ederbergland             | 0:2 (0:1)            | SV Rot-Weiß Hadamar       |
| 11.08.2016, 19:30 Uhr | DJK Schwarz-Weiss Flörsheim | 1:3 (1:0)            | SV 07 Geinsheim           |
| 24.08.2016, 19:30 Uhr | SV Wiesbaden                | 0:4 (0:2)            | SC Viktoria Griesheim     |

Entscheidungsspiel um den achten Startplatz, im Topf der für das Achtelfinale gesetzten Mannschaften, zwischen dem schlechtesten Regionalligisten der Vorsaison und dem Vize-Meister der Hessenliga: 
| Datum                 |                     | Ergebnis  |               |
| --------------------- | ------------------- | --------- | ------------- |
| 17.08.2016, 19:00 Uhr | Rot-Weiss Frankfurt | 0:2 (0:0) | TSV Steinbach |

## Achtelfinale
| Datum                 |                           | Ergebnis                         |                               |
| --------------------- | ------------------------- | -------------------------------- | ----------------------------- |
| 03.09.2016, 16:00 Uhr | Sportfreunde Seligenstadt | 2:2 n. V. (2:2, 1:1) (6:5 i. E.) | Kickers Offenbach             |
| 06.09.2016, 19:00 Uhr | FC Bayern Alzenau         | 0:3 (0:1)                        | FSV Frankfurt                 |
| 14.09.2016, 17:00 Uhr | FSC Lohfelden             | 2:1 (1:1)                        | KSV Hessen Kassel             |
| 14.09.2016, 19:00 Uhr | TuS Dietkirchen           | 1:2 (1:1)                        | SV Rot-Weiß Hadamar           |
| 28.09.2016, 19:30 Uhr | Germania Rothenbergen     | 0:4 (0:2)                        | SC Viktoria Griesheim         |
| 28.09.2016, 19:30 Uhr | SV 07 Geinsheim           | 4:3 n. V. (3:3, 1:2)             | Teutonia Watzenborn-Steinberg |
| 05.10.2016, 19:00 Uhr | SC Waldgirmes             | 0:5 (0:3)                        | SV Wehen Wiesbaden            |
| 08.10.2016, 15:00 Uhr | TSV Lehnerz               | 0:4 (0:2)                        | TSV Steinbach                 |

## Viertelfinale
| Datum                 |                     | Ergebnis                         |                           |
| --------------------- | ------------------- | -------------------------------- | ------------------------- |
| 09.11.2016, 19:30 Uhr | SV Rot-Weiß Hadamar | 4:0 (3:0)                        | SC Viktoria Griesheim     |
| 12.11.2016, 14:00 Uhr | FSC Lohfelden       | 1:1 n. V. (1:1, 0:1) (1:4 i. E.) | SV Wehen Wiesbaden        |
| 23.11.2016, 19:00 Uhr | TSV Steinbach       | 5:0 (2:0)                        | FSV Frankfurt             |
| 23.11.2016, 19:30 Uhr | SV 07 Geinsheim     | 1:3 (1:0)                        | Sportfreunde Seligenstadt |

## Halbfinale
| Datum                 |                           | Ergebnis                         |                     |
| --------------------- | ------------------------- | -------------------------------- | ------------------- |
| 04.03.2017, 15:00 Uhr | Sportfreunde Seligenstadt | 1:1 n. V. (1:1, 0:1) (2:4 i. E.) | SV Rot-Weiß Hadamar |
| 29.03.2017, 19:00 Uhr | TSV Steinbach             | 1:5 (1:1)                        | SV Wehen Wiesbaden  |

## Finale
| Paarung   | SV Rot-Weiß Hadamar – SV Wehen Wiesbaden |
| Ergebnis  | 1:1 n. V. (1:1, 0:0), 4:5 i. E. |
| Datum     | 25. Mai 2017 |
| Stadion   | Brita-Arena, Wiesbaden |
| Zuschauer | 2.699 |
| Tore      | 1:0 Lukas Haubrich (54.) 1:1 Manuel Schäffler (67.) Elfmeterschießen: 1:0 Benjamin Kretschmer 1:1 Robert Andrich 2:1 Marcel Horz 2:2 Marc Lorenz 3:2 Marvin Rademacher 3:3 Sascha Mockenhaupt 3:4 Manuel Schäffler |